# Gulden Leeuw
Le Gulden Leeuw est une  goélette à hunier à trois-mâts construite en 1937 pour le ministère danois de l'agriculture et de la pêche.
Racheté en 2007, il est transformé au chantier naval Royal Bark à Urk pour devenir un voilier de croisière.

## Histoire
Ce bateau fut lancé sous le nom de Dana. Il fit de nombreuses missions de recherche en biologie marine dans les eaux territoriales danoises et internationales. En 1980 il est vendu mais continue ses missions sous le nom de Dana Researcher pour la société Bertra International. Puis il  est cédé, en 1984, à la société Esvagt, et devient un navire de soutien dans l'offshore sous le nom d’Esvagt Dana.
En 2000, il est vendu à l'École navale danoise de Nyborg et est rebaptisé Dana Nyborg comme navire-école. Puis il est revendu une société de bateaux charters qui le gère depuis comme voilier-charter.
Il a participé aux Tonnerres de Brest 2012 et à l'Armada de Rouen 2013.
Engagé dans la Mediterranean Tall Ships Regatta 2013 il est présent à Toulon Voiles de Légende.